# Carin Österberg
Carin Charlotta Österberg, född 5 april 1917 i Skeppsholms församling, Stockholm, död 10 januari 2011 i Danderyd, var en svensk förlagschef och verkställande direktör för bokförlaget Natur och Kultur.
Carin Österberg var dotter till direktören Ivar Österberg och Lisa Ekström. Efter studentexamen 1936 blev hon filosofie magister vid Stockholms högskola 1942 och kom därefter till Bokförlaget Natur och Kultur som sekreterare till förlagets grundare och direktör Johan Hansson.
1952 rekryterades Österberg till Svenska Bokförlaget där hon verkade som skolboksförläggare. 1967 återvände Österberg till Natur och Kultur som verkställande direktör då hon lade verksamhetens tyngdpunkt i en framgångsrik läromedelsutgivning. Österberg satt som verkställande direktör  fram till pensioneringen 1979. Hon var också styrelseledamot i Svenska Bokförläggareföreningen och tog initiativ till Föreningen Svenska Läromedelsproducenter (FSL), där hon under en tid också var ordförande.
Carin Österberg är författare till boken Natur och Kultur. En förlagskrönika 1922–1986 (1987). Hon är gravsatt tillsammans med sina föräldrar på Bromma kyrkogård, Stockholm.